# Lorne
Pour les articles homonymes, voir Lorne (homonymie).
Lorne est un personnage fictif de la série télévisée Angel. Il est interprété par l'acteur Andy Hallett et doublé en version française par Pierre-François Pistorio.

## Biographie fictive

### Pylea
Lorne, de son vrai nom, Krevlornswath du clan Deathwok est né dans la dimension démoniaque de Pylea. Contrairement à ses congénères du clan Deathwok, Lorne (comme il préfère qu’on l’appelle) n’est pas un démon assoiffé de sang et de batailles ; c’est une bonne âme qui ne partage pas les préjugés de son peuple à l’égard des humains, appelés « vaches » dans son monde. Lorne préfère profiter de la vie plutôt que de s’entrainer au combat. Il apprécie également la beauté, les arts et, en particulier, la musique (ce qui est difficile puisque la musique n’existe pas à Pylea). Lorne refuse de développer ses capacités mystiques pour chasser, ce qui fait de lui la honte du clan des Deathwok.
Lorne est un démon anagogique, c’est-à-dire qu’il peut lire les sentiments, les pensées et le futur des gens lorsqu’ils chantent. Il a une excellente audition et peut entendre des sons inaudibles pour l’oreille humaine. Il peut également générer des sons ultra-aigus très douloureux et capables de briser du verre. Comme tous les membres de son clan, il peut survivre à une décapitation, du moment que son corps n’est pas mutilé selon un rituel particulier.

### Los Angeles
En 1996, Lorne est aspiré par un portail dimensionnel. Il atterrit alors à Los Angeles où il découvre la musique et toute une culture qui lui étaient inconnues. Lorne apprend à aiguiser ses pouvoirs mystiques afin de déchiffrer l'aura des gens. Il décide d’ouvrir un bar-karaoké dans un immeuble désaffecté, à l’endroit même où il est arrivé sur Terre. Après avoir passé un contrat avec les Furies pour qu’elles jettent un sort empêchant toute forme de violence en ce lieu, Lorne baptise son club « Caritas » (un mot latin signifiant « La Pitié »). Il choisit alors le nom de Lorne en référence à Lorne Greene, dont le nom fait écho à sa peau verte.
Lorne rencontre Angel au début de la saison 2, et se contente d'abord de lui fournir quelques conseils et encouragements mais, à mesure que le temps passe, il s’implique de plus en plus dans les affaires d’Angel Investigations, jusqu’à essayer de faire revenir Angel au sein de l’équipe après la résurrection de Darla (épisode La Machine à arrêter le temps).
Son amie Cordelia est aspirée dans la dimension de Pylea lors de l'épisode Origines. Afin de la sauver et malgré sa réticence, Lorne accepte de retourner dans sa dimension d’origine (De l'autre côté de l'arc-en-ciel). Arrivé à Pylea, il retrouve sa famille qui le méprise toujours autant. De retour sur Terre, Lorne confie qu’il ne regrette absolument pas son monde et fait le serment de ne jamais retourner à Pylea.
Dans la saison 3, le Caritas est rendu temporairement inutilisable à la suite d'un assaut orchestré par l’ancien gang de Gunn (épisode Le Sens de la mission). Il est finalement complètement détruit lorsque Holtz le fait exploser pour débusquer Angel et Darla (épisode Le Fils d'Angel). Après ces événements, Lorne devient un résident permanent de l’hôtel Hyperion, siège d'Angel Investigations, où il veille en particulier sur Connor pendant l’absence d’Angel.
À la fin de la saison 3, il quitte l’équipe afin de commencer une carrière de showman à Las Vegas, mais il est fait prisonnier par son nouveau patron, Lee de Marco, propriétaire du casino «Tropicana», qui l’oblige à utiliser ses pouvoirs empathiques pour voler aux membres du public leur avenir prometteur (épisode Le casino gagne toujours). Une fois sauvé par Angel, Gunn et Fred, Lorne aide Cordelia à retrouver la mémoire et prend ensuite activement part aux combats contre la Bête, puis contre Jasmine.
Dans la saison 5, Lorne se retrouve propulsé à la tête de la division Spectacles et Divertissements de Wolfram & Hart, qu’il dirige avec beaucoup d’aisance, ce qui lui permet de nouer de nombreux contacts dans l’industrie du cinéma ou de la chanson.
Cependant, son amie Fred meurt (épisode Un trou dans le monde) et après cet incident, sa gentillesse initiale disparaît de plus en plus, il ressent une peine énorme. Ce sentiment le mène vraisemblablement à sa décision finale de quitter Los Angeles, une fois le Cercle de l'Aiguille Noire détruit. Lorne est chargé de trahir et assassiner un ennemi de longue date devenu allié : Lindsey McDonald. Dans le dernier épisode (L'Ultime Combat), il réussit à le tuer et déclare simplement « Allez… Salut les copains ! », avant de disparaître dans l’obscurité.

### Dans les comics
Dans les comics Angel: After the Fall, Lorne réapparaît dans le troisième volume en tant que Lord de Silver Lake. On apprend qu'il dirige une partie de Los Angeles en Enfer, transformée par ses soins en coin de paradis. Il est tout d'abord neutre dans la lutte qui oppose Angel aux autres Lords démoniaques de la ville mais finit par se ranger aux côtés du vampire. Quand la ville est ramenée sur Terre par les Associés principaux, Lorne devient une célébrité pour toutes les bonnes actions qu'il a accomplies. Dans le numéro spécial Angel: Lorne - Music of the Spheres, trois démons, Discord, Disharmony et Cacophony, tentent de détruire l'univers en affectant la « musique des sphères ». Lorne, Angel, Illyria et Groosalugg les arrêtent mais le centre de l'univers commence déjà à perdre son équilibre. Pour le lui faire retrouver, Lorne réalise qu'il doit devenir son nouveau centre et referme le portail ouvert par les démons en sautant dedans.

## Apparitions

### Saison 2 (2000-2001)
2x01 Le Jugement, 2x03 Premières impressions, 2x05 Cher amour, 2x06 L’Usurpateur, 2x09 L'Épreuve, 2x11 Déclaration de guerre, 2x13 La Machine à arrêter le temps, 2x15 Le Grand Bilan, 2x16 Retour à l'ordre, 2x17 Amie ou ennemie, 2x18 Impasse, 2x19 Origines, 2x20 De l'autre côté de l'arc-en-ciel, 2x21 Sa majesté Cordelia, 2x22 Fin de règne.

### Saison 3 (2001-2002)
3x01 À cœur perdu, 3x02 Le Martyre de Cordelia, 3x03 Le Sens de la mission, 3x05 Les Démons du passé, 3x07 La Prophétie, 3x09 Le Fils d'Angel, 3x10 Papa, 3x11 Anniversaire, 3x12 Soutien de famille, 3x13 Les Coulisses de l’éternité, 3x14 Rivalités, 3x16 Bonne nuit Connor, 3x17 Impardonnable, 3x18 Quitte ou double, 3x19 Le Prix à payer, 3x20 Un nouveau monde, 3x21 Bénédiction, 3x22 Demain.

### Saison 4 (2002-2003)
4x01 Dans les abysses, 4x03 Le casino gagne toujours, 4x04 Mensonges et Vérité, 4x05 L'Ombre des génies, 4x06 La Bouteille magique, 4x07 Le Déluge de feu, 4x08 Le Piège, 4x09 La Course du soleil, 4x10 L'Éveil, 4x11 Sans âme, 4x12 La Grande Menace, 4x13 Le Retour de Faith.
À partir de l'épisode 14, Libération, il devient un personnage permanent et est crédité au générique.

### Saison 5 (2003-2004)
Il est un personnage permanent et est crédité au générique de tous les épisodes.